# Bé Boef
Anna Elisabeth (Bé) Boef (Amsterdam, 27 juni 1893 - Amsterdam, 16 juli 1983) was een Nederlandse piano- en zanglerares. Zij leerde de latere componist Marius Flothuis pianospelen.

## Levensloop
Bé Boef was een dochter van Johannes Theodorus Boef en Helena Louisa Veltman en een kleindochter van de Amsterdamse toneelspeler Louis Jacques Veltman. Zij bleef ongehuwd.
Boef was de eerste pianolerares van Marius Flothuis, die daarvoor les had gehad van zijn oom. Naast het geven van pianolessen, verzorgde Bé Boef pianobegeleiding. Zo begeleidde zij de sopraanzangeres Cato Engelen-Sewing en haar dochter, de danseres Lien Engelen, tijdens optredens aan de vleugel. In 1927 adverteerde zij met zang- en pianolessen. Twee van haar referenties waren muziekdocenten aan de Muziekschool van de afdeling Amsterdam der Maatschappij tot Bevordering der Toonkunst.
Bé Boef overleed in 1983 op 90-jarige leeftijd.